# 여석지
여석지(呂釋之, ? ~ ?)는 중국 진나라 말기, 전한 사람으로, 전한 고제의 외척이다.

## 일대기
고황후의 작은오라버니로, 처음 고제가 거병하였을 때부터 객으로서 종군해 진나라와 싸웠다. 기원전 206년, 고제가 한왕으로 봉해지면서 풍(豐)·패(沛)로 돌아가 고제의 아버지와 장인 여선왕을 모셨다. 고제 6년(기원전 201년), 고제가 중국을 통일하고서 건성후(建成侯)에 봉해졌다. 혜제 2년(기원전 193년) 혹은 재위 9년 만에(기원전 192년) 죽어 시호를 강(康)이라 했다. 작위는 아들 여칙이 이었으나, 죄를 지어 작위를 박탈당했다. 이후에 아들 여록이 조나라 왕이 되면서 조소왕(趙昭王)으로 추존되었다.
고제가 고황후 소생인 태자 유영을 폐하고 총애하는 척부인 소생의 유여의를 태자로 세우려 하자, 고황후와 상의하고 장량을 협박해 유영을 위해 계책을 내게 했다. 이 사건이 기록된 사기의 유후세가와 한서의 장진왕주전에서 직접 언급되는 이름은 형의 이름인 여택이지만, 작호는 여석지의 작호인 '건성후'로 나온다. 이 때문에 이 부분의 여택은 여석지를 잘못 쓴 것으로 보기도 한다.